# Línea 5 (EMT Fuenlabrada)
La línea 5 de la EMT de Fuenlabrada, también denominada Nocturna Urbana, une la Avenida de España con la urbanización Parque Miraflores mediante un recorrido circular.

## Características
Fue creada en 1999. Es la única línea nocturna urbana en un municipio fuera de Madrid capital, pero no es la única línea nocturna en Fuenlabrada (también circulan las líneas N803, N804, N807 y una versión nocturna de la línea 498). Desde el 7 de junio de 2010 comienza a pasar por las avenidas del Hospital y del Vivero.
Realiza una ruta circular, al tener circuito neutralizado.
La línea mantiene los mismos horarios todo el año (exceptuando las vísperas de festivo y festivos de Navidad).
Está operada por la EMT de Fuenlabrada mediante la concesión administrativa URCM-058 - Urbano de Fuenlabrada (Urbanos Comunidad de Madrid) del Consorcio Regional de Transportes de Madrid.

## Horarios
| Todos los días                              |       |       |       |       |       |
| Av. España > Parque Miraflores > Av. España |       |       |       |       |       |
| 00:00                                       | 01:00 | 02:00 | 03:00 | 04:00 | 04:55 |

Paso por la urbanización Parque Miraflores aproximadamente 25 minutos después de su salida de la Avenida de España. Duración del recorrido circular completo aproximadamente 55 minutos.

## Recorrido y paradas
| Código | Parada                                 | Común con          | Conexiones con Metro y Cercanías |
| ------ | -------------------------------------- | ------------------ | -------------------------------- |
| 07715  | Av.España-Castilla-La Mancha           |                    |                                  |
| 07762  | Av.España-Valencia                     |                    |                                  |
| 20483  | Leganés-Centro Cultural                |                    |                                  |
| 07763  | Leganés-Murcia                         | 498 N804 N807      |                                  |
| 07772  | Leganés-Los Ángeles                    | 498 N804 N807      |                                  |
| 07751  | Leganés-Humilladero                    | 498 N803 N804 N807 |                                  |
| 07752  | Móstoles-Humilladero                   | N803               | Fuenlabrada Central              |
| 07718  | Móstoles-Fátima                        | N803               |                                  |
| 07717  | Móstoles-Mirasierra                    | N803               |                                  |
| 07703  | Móstoles-Colegio                       | N803               |                                  |
| 11169  | Islas británicas-Villa Regia           |                    |                                  |
| 11171  | Islas británicas-Escocia               |                    |                                  |
| 11173  | Francia-PºSetúbal                      |                    |                                  |
| 12638  | CºMolino-Hospital de Fuenlabrada       |                    | Hospital de Fuenlabrada          |
| 18166  | Av.Hospital-Los Galenos                |                    |                                  |
| 18168  | Av.Hospital-Ramón y Cajal              |                    |                                  |
| 18170  | Av.Vivero-Pensamientos                 |                    |                                  |
| 12423  | Clara Campoamor-Ana Frank              |                    |                                  |
| 09800  | Av.Pablo Iglesia-Urb.Nuevo Versalles   |                    | Loranca                          |
| 12027  | Av.Pablo Iglesias-Av.Ciudad Jardín     |                    |                                  |
| 12026  | Av.Pablo Iglesias-Centro Comercial     |                    |                                  |
| 08180  | Ctra.M506-Urb.Parque Miraflores        |                    |                                  |
| 08179  | Ctra.M506-Pol.Ind.Callfersa            |                    |                                  |
| 08181  | Av.Pablo Iglesias-Posito               |                    |                                  |
| 12426  | Av.Pablo Iglesias-Alba                 |                    |                                  |
| 11676  | Av.Pablo Iglesias-Encuentro            |                    |                                  |
| 11678  | Av.Pablo Iglesias-María Moliner        |                    |                                  |
| 11680  | Av.Pablo Iglesias-Federica Montseny    |                    | Loranca                          |
| 08182  | Av.Nuevo Versalles-Urb.Nuevo Versalles |                    |                                  |
| 18171  | Av.Vivero-Pensamientos                 |                    |                                  |
| 18169  | Av.Hospital-Ramón y Cajal              |                    |                                  |
| 18167  | Av.Hospital-Gabriel Falopio            |                    |                                  |
| 12630  | CºMolino-Hospital de Fuenlabrada       |                    | Hospital de Fuenlabrada          |
| 11174  | Francia-PºSetúbal                      |                    |                                  |
| 07725  | Francia-Av.Naciones                    |                    | Parque Europa                    |
| 07719  | Móstoles-Fátima                        | N803               |                                  |
| 07750  | Móstoles-Delicias                      |                    | Fuenlabrada Central              |
| 07781  | Luis Sauquillo-Tesillo                 | 498 N804 N807      |                                  |
| 07771  | Leganés-Los Ángeles                    | 498 N804 N807      |                                  |
| 07764  | Leganés-Cuzco                          | 498 N804 N807      |                                  |
| 12791  | Av.España-Leganés                      |                    |                                  |
| 07714  | Av.España-Castilla La Nueva            |                    |                                  |
| 07715  | Av.España-Castilla-La Mancha           |                    |                                  |